# Kolumna Konstantyna

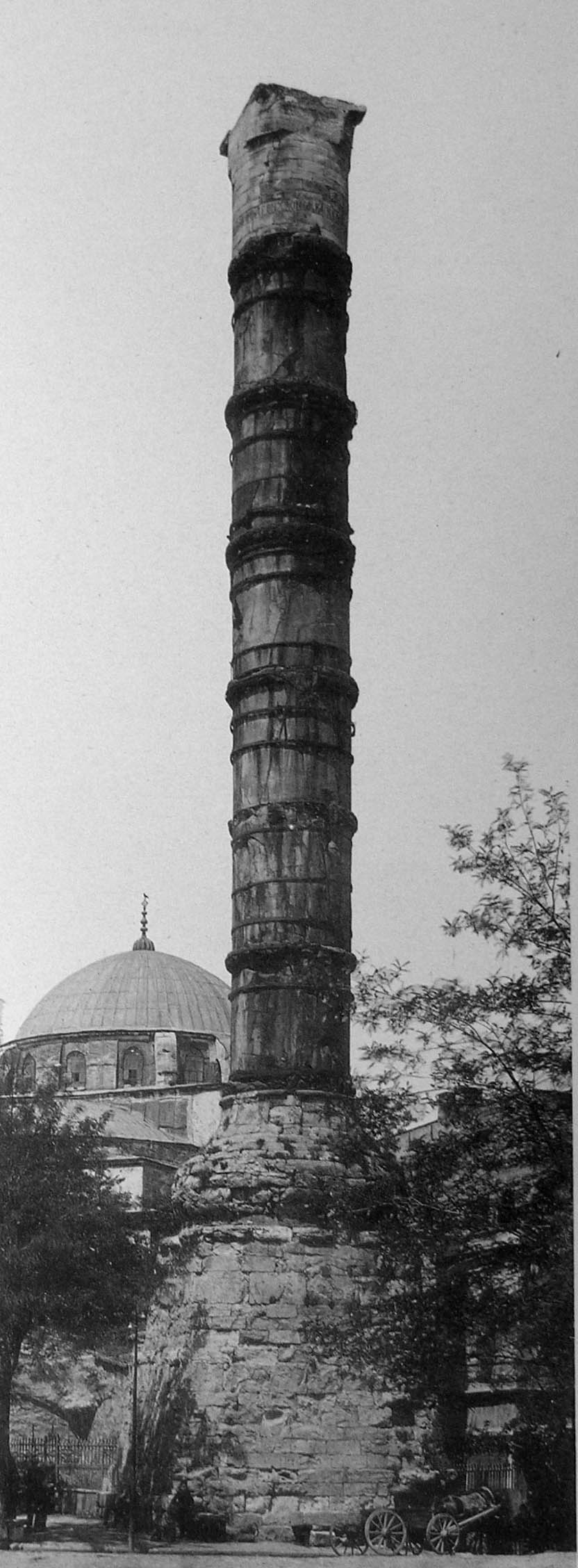
Kolumna w 1912 roku

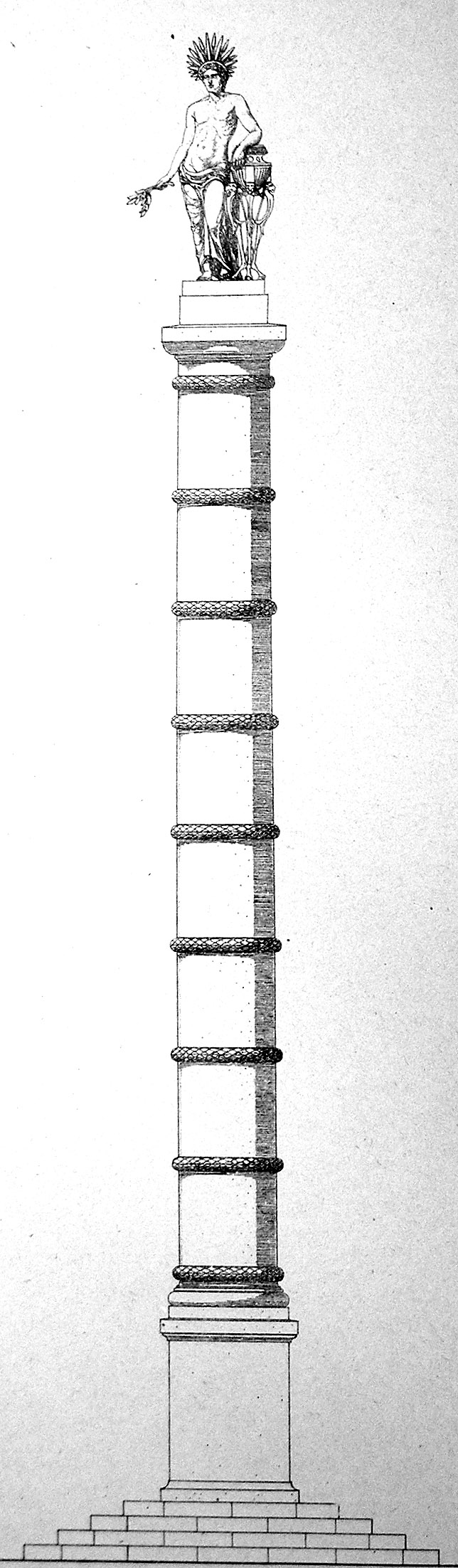
Prawdopodobny wygląd Kolumny Konstantyna przed zastąpieniem figury cesarza przez krzyż

Kolumna Konstantyna albo Spalona Kolumna (także: „Palona” Kolumna, tr Çemberlitaş- Kolumna z Pierścieniem) – kolumna znajdująca się przy ulicy Divan Yolu w Stambule w Turcji. Była ona niegdyś centralnym punktem znajdującego się w tym miejscu Forum Konstantyna, najważniejszego placu Konstantynopola.

## Historia
Zbudowana przez rzymskiego cesarza Konstantyna Wielkiego w 330. Kolumna upamiętnia zmianę nazwy miasta Bizancjum przez cesarza na Nova Roma i ustanowienie go stolicą imperium rzymskiego.
Porfirowa kolumna miała wysokość 50 metrów i początkowo składała się z dziewięciu bębnów. Cesarz sprowadził ją z Rzymu, a na szczycie umieścił swój posąg jako boga Apolla. Statua ta była również dawniejszym dziełem, przywiezionym z Heliopolis we Frygii. Według H. Everet-Kappesowej postać boskiego cesarza trzymała w jednym ręku glob ziemski, a w drugim lancę.
W roku 1106 potężna wichura strąciła posąg, a z nim trzy górne bębny kolumny. Wiele lat później cesarz bizantyjski Manuel I Komnen (pan. 1143-1180) umieścił na szczycie kolumny krzyż w miejsce oryginalnej statuy. Cesarz nakazał także wyryć na niej następującą inskrypcję: „Wierny Manuel ożywił to święte dzieło sztuki, które uszkodził czas”.
Kolumna miała brązowe obręcze, które pokrywały spojenia między bębnami. Zostały one zrabowane w 1204 roku przez krzyżowców, uczestników niesławnej IV wyprawy krzyżowej. Zwieńczający kolumnę krzyż został natomiast usunięty przez Turków po zdobyciu miasta w 1453. Trzęsienia ziemi – zwłaszcza to w 1779 – oraz pożary uszkodziły znacznie kolumnę. Pożar z 1779 roku pozostawił na kolumnie wyraźne, czarne ślady, stąd właśnie pochodzi jej druga nazwa – Palona kolumna. Po tych katastrofach opasano ją metalowymi pierścieniami, aby zapobiec jej ewentualnemu zawaleniu się. Kolumnę odrestaurował sułtan Abdulhamid I, który dodał jej również istniejącą do dziś podstawę (oryginalna znajduje się około 2,5 metra pod ziemią). Jej obecna wysokość to 37 metrów.

## Legendy
Zgodnie z legendą, w podstawę kolumny wmurowano fragmenty Świętego Krzyża i laski Mojżesza, które do Konstantynopola przywiózł cesarz Konstantyn Wielki.
Wśród mieszkańców Konstantynopola krążyła ponadto przepowiednia, iż w chwili śmiertelnego niebezpieczeństwa, gdy wróg już będzie miał wkraczać do miasta, ze szczytu kolumny zstąpi anioł z mieczem w dłoni i wręczy go nieznanemu przechodniowi, który wtedy właśnie będzie znajdował się u podnóża kolumny. Nieznajomy weźmie miecz, stanie na czele ludu Konstantynopola i rozproszy najeźdźców. Z tego właśnie powodu 29 maja 1453 roku w okolicy kolumny zgromadził się prawdziwy tłum. Pomoc jednak nie nadeszła, a większość zgromadzonych tam mieszkańców poniosła śmierć.